# Aristocrația ereditară din Regatul Unit
Aristocrația ereditară (în original, en  hereditary peerage) este una din formele en  aristocrației din the Regatul Unit. Conform datelor existente în 2019, în Regatul Unit și Irlanda, existau 814 membri ai aristocrației ereditare: 
- en  31 de duci (incluzând duci regali - royal dukes),
- en  34 de marchizi (marquesses),
- en  193 de conți (earls),
- en  112 de viconți (viscounts) și
- en  444 de baroni (barons)

fără a menționa titluri adiacente (în original, (en  subsidiary titles). 
Nu toate titlurile ereditare sunt subiect al aristocrației. Spre exemplificare, en  baronii și baroanele (conform, baronets and baronetesses) își pot transfera titlurile urmașilor lor, dar nu sunt membri ai aristocrației. Similar, un membru al unui titlu ne-ereditar poate aparține aristocrației prin intermediul unei conferiri a titlului pe viață (conform, en  life peerage). Dreptul de a aparține aristocrației poate fi creat (în cazul ne-ereditar) prin conferirea/acordarea unui document așa-numit en  letters patent, dar acordarea acestui document special a fost serios diminuată în timpurile moderne. Astfel, din 1965 până în prezent doar șapte titluri ereditare (dintre care patru aparțin en  familiei regale britanice) au fost conferite.
Din 1963 până în 1999, toți membri aristocratici (ne-irlandezi) aveau dreptul de a fi parte a Parlamentului Regatului Unit, ocupând scaune în Camera Lorzilor (în engleză, en  House of Lords), dar după adoptarea Legii Camerei Lorzilor din en  1999, doar 92 dintre aceștia au dreptul de a ocupa scaune, cu excepția faptului că sunt membri ai aristocrației ereditare.

## Origini
en  History of the peerage

### Legislația Regatului Unit (UK Legislation)
- en  Text of the House of Lords Act 1999. (c. 34). as in force today (including any amendments) within the United Kingdom, from legislation.gov.uk.
- en  Text of the Peerage Act 1963. (1963 c. 48). as in force today (including any amendments) within the United Kingdom, from legislation.gov.uk.
- en  Text of the Titles Deprivation Act 1917. (7 & 8 George 5 c 47). as in force today (including any amendments) within the United Kingdom, from legislation.gov.uk.